# Lewis A. Pick
Lewis Andrew Pick (18 novembre 1890 - 2 décembre 1956) est un officier américain ayant servi comme chef des ingénieurs dans l'armée américaine.